# استاپلفورد، ناتینگهام‌شر
longitudeاستاپلفورد، ناتینگهام‌شرlatitudeاستاپلفورد، ناتینگهام‌شر
استاپلفورد، ناتینگهام‌شر (به انگلیسی: Stapleford, ناتینگهام‌شر) یک منطقهٔ مسکونی در انگلستان است که در میدلند شرقی واقع شده‌است.

## خصوصیات
استاپلفورد ۱۶٬۹۱۰ نفر جمعیت دارد.